# Nomophila absolutalis
Nomophila absolutalis là một loài bướm đêm trong họ Crambidae.